# بازتابی از تو
بازتابی از تو (انگلیسی: Reflection of You; کره‌ای: 너를 닮은 사람) یک مجموعه تلویزیونی محصول کره جنوبی در سال ۲۰۲۱ به کارگردانی لیم هیون ووک و با بازی گو هیون جونگ، شین هیون بین، کیم جه یونگ و چوی وون یونگ است. این مجموعه بر پایه رمانی از جونگ سو هیون با همین نام است و از ۱۳ اکتبر تا ۲ دسامبر ۲۰۲۱، روزهای چهارشنبه و پنجشنبه ساعت ۲۲:۳۰ (کی‌اس‌تی) از جی‌تی‌بی‌سی برای ۱۶ قسمت پخش شد. این مجموعه همچنین برای استریم در نتفلیکس در مناطق منتخب قابل دسترسی است.

## بازیگران

### اصلی
- گو هیون جونگ در نقش جونگ هی جو[۸]
- شین هیون بین در نقش گو هه وون[۹]
- کیم جه یونگ در نقش سو وو جه[۱۰]
- چوی وون یونگ در نقش آن هیون سونگ[۱۱][۱۲]